# Invincible (fumetto)
Invincible è un fumetto statunitense scritto da Robert Kirkman, e disegnato da Cory Walker e Ryan Ottley, e pubblicato da Image Comics. Ambientato nell'universo image, la serie segue le vicende del supereroe Mark Grayson, primogenito di Omni-Man, il più forte eroe del pianeta. La serie ha iniziato la pubblicazione il 22 gennaio 2003, e si è conclusa il 14 febbraio 2018 con 144 numeri. Nel corso della sua pubblicazione sono state pubblicate diverse serie spin-off: Brit, The Pact, Atom Eve & Rex Splode e Guarding the Globe.
Un'omonima serie televisiva è stata trasmessa a partire dal 25 marzo 2021 su Prime Video con grande riscontro di critica.

## Trama
Mark Grayson è un normale adolescente, tranne per il fatto che suo padre Nolan è il supereroe più potente del pianeta, noto come Omni-Man.
Poco dopo il suo diciassettesimo compleanno, Mark inizia a sviluppare dei poteri propri, dovuti al fatto che suo padre è un membro della razza Viltrumita, che, secondo Nolan, viaggia per la galassia in una missione di benevolenza e illuminazione per le altre specie.
Inizialmente la trama si concentra su Mark mentre inizia a lavorare come supereroe con il nome di Invincible, con suo padre che funge da mentore e incontra altri eroi (tra cui Robot, Rex Splode, Dupli-Kate e Atom Eve). Le sue imprese vanno dallo scoprire che il suo insegnante di fisica ha trasformato i suoi studenti in bombe umane, allo sventare un piano dei gemelli Mauler per creare un esercito di robot.
In seguito, Mark scoprirà che suo padre non è stato mandato sulla Terra per proteggerla, ma per conquistarla, in quanto i viltrumiti sono in realtà una razza di conquistatori. Questo darà vita ad uno scontro tra padre e figlio, al termine del quale Nolan fugge dalla Terra, tradendo l'impero.
La storia esplora poi vari archi narrativi in cui Mark viaggia in dimensioni alternative, o combatte contro i viltrumiti e altre minacce, per determinare il destino della Terra.

## Storia editoriale
Mentre Robert Kirkman è stato l'unico scrittore della serie, Cory Walker e Ryan Ottley hanno contribuito ai disegni. Cory Walker ha co-creato il fumetto e ha fornito i disegni dal n. 1 al n. 7 e dal n. 127-132. Ryan Ottley ha assunto i compiti artistici con il numero 8 e ha disegnato tutti gli altri numeri. Kirkman ha fornito spazio di supporto ad alcuni aspiranti creatori di fumetti, in particolare Benito Cereno e Nate Bellegarde. Il fumetto è noto per la violenza grafica nonostante la sua natura colorata e le sue immagini.
Ad agosto 2016 Robert Kirkman ha annunciato che la serie sarebbe finita col numero 144. L'ultimo numero è stato pubblicato a febbraio 2018.
Nel dicembre 2024, è stato annunciato che Kirkman e Ottley stavano sviluppando una serie spin-off prequel intitolata Invincible Universe: Battle Beast. La serie, ambientata tra i numeri 19 e 55 della serie originale, segue Battle Beast mentre intraprende una ricerca per trovare un avversario abbastanza forte da ucciderlo. L'uscita del primo numero della serie è prevista ad aprile 2025.
Nel 2003 e nel 2004, la Image e Robert Kirkman hanno pubblicato altre serie di supereroi: Tech Jacket disegnata in stile manga da E. J. Su (cancellata al n. 6), la serie Capes Inc. in tre numeri disegnata da Mark Englert e tre one-shot con protagonista Brit , i primi due con illustrazioni di Tony Moore e il terzo con illustrazioni di Cliff Rathburn.
Nel 2007, Brit è stata lanciata come serie a colori scritta da Bruce Brown e disegnata da Cliff Rathburn, sotto la supervisione e curatela di Robert Kirkman. Verso la fine del 2007, è stata pubblicata una miniserie in due numeri con protagonista Atom Eve.
Tech Jacket è stata inizialmente raccolta come graphic novel in bianco e nero e in seguito ripubblicata in formato normale, a colori e con uno schema di copertina simile agli altri tascabili di Kirkman. Capes è stato raccolto come tascabile commerciale nell'estate del 2007, e i tre one-shot di Brit sono stati colorati da Val Staples e pubblicati come raccolta nel 2007.
Inizialmente mostrati come a malapena coesistenti nello stesso universo, i personaggi sono stati da allora integrati nella serie Invincible. Tech Jacket era una serie regolare che si collegava a Invincible, e il personaggio è stato visto sullo sfondo di varie battaglie durante la serie. I personaggi di Capes sono stati anche personaggi di supporto visti principalmente in grandi battaglie di supereroi a cui Invincible partecipa, e la serie è stata pubblicata come riserva nel fumetto di Invincible a partire dal numero 27.
Brit ha avuto un ruolo ancora meno sostanziale, apparendo un paio di volte in alcune battaglie (dopo l'ultimo numero della sua serie era sostanzialmente andato in pensione). In seguito Brit è diventato il leader dei Guardiani del Globo ed è stato ampiamente presente negli spin-off Guarding the Globe e Invincible Universe. In Lo stupefacente Wolf-Man, Art, il sarto di Invincible, è apparso disegnando il costume del personaggio del titolo. Wolf-man è apparso anche nei numeri 48 e 49 di Invincible.

## Personaggi

### Famiglia Grayson
- Mark Grayson / Invincible: uno studente liceale di 17 anni che diventa il supereroe Invincible.
- Nolan Grayson / Omni-Man: il padre di Mark e Oliver, precedentemente il più grande supereroe della Terra. Originariamente era stato inviato dai Viltrumiti per preparare la Terra alla loro conquista, ma inizia a mostrare compassione per gli altri dopo aver quasi ucciso Mark dopo che il suo segreto è stato rivelato. Lavora insieme a Mark, Allen e al suo secondo figlio Oliver per combattere l'imminente minaccia dei Viltrumiti prima di essere incoronato il loro nuovo imperatore quando viene rivelato che è il figlio dell'imperatore Argall. È vagamente ispirato a Superman.
- Debbie Grayson: madre di Mark e madre adottiva di Oliver. Entra in depressione dopo che scopre la vera natura del marito ma finiscono per riconciliarsi. Accetta prontamente di crescere Oliver, al quale si affeziona rapidamente. È vagamente ispirata a Lois Lane.
- Oliver Grayson: fratellastro alieno di Mark, nato dalla relazione tra Nolan e Andressa, membro di una razza aliena che ha una vita breve e che cresce a un ritmo rapidamente aumentato rispetto agli umani, sebbene il DNA di suo padre rallenti il suo invecchiamento nel tempo. Sebbene sua madre sia un umanoide simile a un insetto, assomiglia a un Viltrumita/umano con la pelle viola (in seguito sfuma in rosa). Sua madre dice a Mark di portarlo con se sulla Terra, in modo che possa avere una vita con la gente lì, perché la loro durata di vita è più lunga di quella della sua gente, e viene adottato da Debbie. Mark gli si affezionerà molto, diventando inseparabili, anche se non mancheranno i contrasti fra i due, dovuti al fatto che Oliver mostra scarsa considerazione per la vita umana. Ciò è dovuto alla sua crescita e alla sua capacità di apprendimento molto sviluppate, le quali gli hanno fornito tutta la conoscenza di cui ha bisogno per razionalizzare le sue azioni e nessuna della moralità necessaria per decidere veramente cosa è giusto e cosa è sbagliato. Prendendo prima il nome di Kid Omni-Man e poi di Young Omni-Man, tenta di riabilitare il ricordo di Omni-Man presso il grande pubblico. Muore proteggendo la nipote Terra da Thragg.
- Terra Grayson: è la figlia di Atom Eve e Mark, che diventerà la terza Invincible.
- Marcus Murphy: conosciuto anche come Marky, è il figlio di Mark e Anissa, nato dopo che quest'ultima ha violentato il primo. Diventerà Kid Invincible.
- Lord Argall: ex imperatore dei Viltrumiti prima della sua morte e padre di Omni-Man e nonno di Mark e Oliver. Secondo Thragg, Thaedus, ex leader della Coalizione dei Pianeti e traditore dell'impero, fu colui che uccise Lord Argall.

### Supereroi
- Atom Eve / Samantha Eve Wilkins: è un'ex compagna di classe di Mark ed è membro del Teen Team. Eve è stata creata come risultato di un esperimento governativo per creare super-esseri. Può manipolare tutta la materia, sebbene un blocco mentale le impedisca di creare e manipolare esseri viventi. Stanca della vita da supereroe, trascorre del tempo in Africa aiutando i diseredati con i suoi poteri. È la seconda ragazza di Mark dopo che una versione di Eve dal futuro gli dice che è sempre stata innamorata di lui e lo esorta a fare qualcosa al riguardo. Rimane gravemente ferita nella lotta contro gli Invincible malvagi da realtà alternative, e anche senza riprendersi da ciò, aiuta Invincibile nella sua lotta contro Conquest, procurandosi ferite mortali, permettendole per la prima volta di manipolare la materia vivente per rigenerarsi. Ha avuto una prima gravidanza, ma durante la lunga assenza di Mark ha deciso di abortire. In seguito è rimasta nuovamente incinta e hanno una figlia, Terra.
- Allen l'alieno: è un valutatore dei membri della Coalizione dei pianeti. Viaggia di pianeta in pianeta per testare le abilità di vari eroi e determinare se esiste un "campione" adatto per difendere quel pianeta. Dopo aver subito un rimprovero, per aver scambiato per 15 anni la Terra con un altro pianeta, torna ad avvertire Invincible dei piani di Viltrum per conquistare la Terra, rivelando inoltre di vedere l'abbandono di Nolan come un segno positivo per la resistenza della Coalizione. Il suo pianeta è stato distrutto dall'impero di Viltrum ed è il prodotto di un esperimento genetico del suo popolo mirato a creare un supersoldato in grado di combattere i Viltrumiti. Di tutti i tentativi, lui è l'unico esperimento del suo genere che ha funzionato, dandogli poteri e forza vicini a quelli dei Viltrumiti. Più avanti scoprirà di avere una capacita di ripresa superiore a quella dei viltrumiti: sopravvivendo a combattimenti sempre più mortali, Allen diventa sempre più forte, al punto di tenere testa a un viltrumita esperto. È stato promosso a leader della Coalizione dopo la morte di Thaedus, guidando la coalizione nella guerra contro Thragg e il suo esercito di figli ibridi.
- Guardiani del Globo: una squadra di supereroi che esiste decenni e che seguito al massacro dei membri originari da parte di Omni-Man, viene creato un nuovo gruppo, guidato da Robot, finché non partì per combattere i Flaxani e poi si formò una terza incarnazione che durò fino al colpo di stato di Robot.
  - Immortal: leader apparentemente inarrestabile dei Guardiani del Globo da decenni. È sposato con Dupli-Kate. È un uomo nato 3000 anni fa che, dopo essere entrato in contatto con una misteriosa energia cosmica, ha ricevuto diversi poteri, come immortalità, volo, super velocità, super forza e resistenza. Nei flashback viene suggerito che una delle sue identità passate fosse Abraham Lincoln. Dopo la sua morte viene rianimato dai Mauler, che vogliono usarlo come assicurazione contro i Nuovi Guardiani, ma subito dopo viene ucciso nuovamente da Omni-man. Viene nuovamente rianimato dai medici nella stanza bianca del Pentagono, e si riunisce ai nuovi Guardiani. Viene rivelato che governerà il mondo in un lontano futuro, dove verrà finalmente ucciso da Invincible per suo volere. Immortal si è sposato per ben diciassette volte, ma prova per Dupli-Kate qualcosa di molto profondo diverso da tutte le altre volte.
  - War Woman / Holly: potente guerriera e membro dei Guardiani, proveniente da una tribù di donne guerriere delle quali era la principessa.
  - Green Ghost: supereroe vestito con una tuta interamente verde che possiede poteri simili a quelli di un fantasma. I suoi poteri vengono attivati quando si mette una gemma verde in bocca.
  - Martian Man: supereroe marziano mutaforma.
  - Red Rush / Josef : supereroe velocissimo di origini russe e il soccorritore della squadra.
  - Darkwing: un benefattore mascherato che opera nella città di Midnight City.
  - Aquarus: uomo-pesce dello Stato sottomarino di Atlantide.
  - Black Samson / Markus Grimmshaw: è un supereroe che ha perso i superpoteri e che per questo porta una speciale armatura da combattimento e verrà reclutato da Robot durante le "selezioni organizzate per costituire la nuova squadra dei Guardiani del Globo. Dopo essere stato ricoverato in ospedale a seguito delle gravi ferite causate da Bartle Beast, i suoi poteri torneranno e non avrà più bisogno del suo costume. Quando Robot conquista il mondo, Black Samson è il primo supereroe che ha ucciso.
  - Rex Splode / Rex Sloan: è un supereroe in grado di trasformare qualsiasi cosa tocchi in delle bombe, già membro del Teen Team, viene anche lui selezionato per unirsi ai nuovi Guardiani. Ha ricevuto i suoi poteri da esperimenti governativi da bambino. Inizialmente usato come assassino dal suo capo, scappa quando incontra Atom Eve. È diventato il primo fidanzato di Eve finché non l'ha tradita con più versioni di Dupli-Kate, con cui è poi uscito finché lei non lo ha tradito con Immortal. Ha perso la mano ed ha ricevuto uno sparo in testa mentre combatteva la Lega dei Rettili. Dopo essersi ripreso, è maturato emotivamente e in seguito si è sacrificato per uccidere un ostile Invincible di una dimensione alternativa caricando il suo stesso scheletro per farlo esplodere.
  - Dupli-Kate / Kate Cha: è un ex membro del Teen Team e dei Guardiani. Può creare un esercito di duplicati di se stessa e il suo potere è di origine mistica, risultato di un'antica maledizione cinese dell'imperatore contro il suo usurpatore, il signore della guerra Fung Cha, pochi istanti prima della sua morte. Avrà una breve storia con Rex Splode, per poi innamorarsi di Immortal al punto che i due decideranno di sposarsi, e avranno due bambini. Dupli-Kate in una missione passata, rischiò di morire contro un nemico più forte di lei che aveva superato i suoi poteri di duplicazione. Dopo quella terribile esperienza, come assicurazione sulla sua vita, tiene sempre nascosta una sua copia in un rifugio segreto per sopravvivere.
  - Bulletproof / Zandale Randolph:  è un artista e socio di vecchia data di Green Ghost che alla fine si è dedicato alla lotta al crimine. Dopo che Mark perderà temporaneamente i poteri, ricoprirà per un po' il ruolo di Invincible, ma continua a usare il costume di Invincible anche dopo che Mark si è ripreso. Alla fine tradisce i Guardiani per schierarsi con Robot quando quest'ultimo ha preso il controllo del mondo. Il suo volto è stato sfregiato quando Immortal ha attivato una bomba nascosta dentro di sé per inscenare un'evasione dalla prigione. Ha la capacità di assorbire l'energia cinetica, immagazzinandola nel suo corpo per poi usarla per alimentare i suoi poteri. Quando è pienamente carico, può volare ad alta velocità ed è quasi immune ai danni fisici, ma non può sostenere indefinitamente una carica di energia cinetica e il massimo utilizzo dei suoi poteri lo prosciuga rapidamente.
  - Shrinking Ray: membro dei Guardiani del globo che ha la capacità di ridursi a piccole dimensioni. Questo potere gli permette di sfuggire alle trappole abbastanza facilmente. È stato consumato dal Drago di Komodo della Lega dei Rettili.
  - Monster Girl / Amanda:  è una ragazza che è stata maledetta da una zingara, e che ora è in grado di trasformarsi in un grande essere simile a un orco con super forza. Un effetto collaterale è che con ogni trasformazione, il suo sé normale diventa fisicamente più giovane. Il suo ragazzo, Robot, tuttavia, ha trovato una cura per la maledizione, permettendole di svilupparsi normalmente. Quando rimane per secoli nella dimensione Flaxan, si allontana sempre di più da lui, e finisce per tradirlo con una femmina di un'altra specie e avere da lei un figlio, che la chiama padre (poiché la forma gigante di Amanda è di sesso maschile) e che ora è prigioniero sulla Terra. Quando Robot annuncia la sua intenzione di conquistare il mondo, lancia Monster Girl nello spazio, non volendo che nessuno si metta tra lui e il suo obiettivo, ma ella viene salvata all'ultimo minuto da Anissa.
  - Shapesmith: è un marziano che, usando le sue capacità di mutaforma, ha impersonato l'astronauta Rus Livingston ed è venuto sulla Terra, lasciando il vero astronauta su Marte. Credendosi un combattente per la libertà su Marte, inavvertitamente causa la presa di potere di Marte da parte dei sepidi. Sulla Terra, si unì ai Guardiani del Globo. Viene ucciso da Robot durante la sua conquista del mondo.
  - Darkwing II / Benjamin Taylor : precedentemente noto come Night Boy, è l'assistente del Darkwing originale. Ha continuato l'eredità di Darkwing ma è impazzito e ha iniziato a uccidere i criminali fino a quando Invincible non lo ha catturato. Una volta riformato si è unito ai Guardiani del Globo. Può teletrasportare se stesso e gli altri tramite la dimensione delle ombre usando qualsiasi ombra abbastanza grande da avvolgerlo. Durante la battaglia con gli Invincibili extra-dimensionali, ne trascina uno nella dimensione delle ombre e vi rimane intrappolato per anni finché alla fine non riesce a fuggire nel finale della serie.
  - Brittany/ Brit: anziano supereroe che, grazie ad un siero inventato da suo padre prima della Prima Guerra Mondiale, ha ottenuto il potere dell'invulnerabilità e un invecchiamento rallentato. Dopo essersi arruolato nell'esercito e ad aver combattuto in numerose guerre, inizia a lavorare per il governo. Possiede un topless bar e ha accumulato una grande fortuna. Viene in seguito reclutato da Cecil per guidare la nuova formazione dei Guardiani del Globo.
- Fightmaster e Drop Kick: due maestri di arti marziali che sono stati inviati a trovare oggetti nel passato che potrebbero essere usati per uccidere il loro folle re tiranno, Immortal, che a quanto pare stava cercando di orchestrare segretamente il suo stesso assassinio. Fightmaster e Drop Kick alla fine si alleano con Invincible e lo portano nel futuro per uccidere Immortal.

### Alleati
- Amber Justine Bennett: La prima ragazza di Mark con cui ha iniziato a frequentarsi al liceo. I due si lasciano dopo aver capito quanto la vita da supereroe di Mark stia interferendo con la loro relazione, ma rimangono in buoni rapporti. Ha bisogno dell'aiuto di Mark quando il suo nuovo ragazzo inizia a maltrattarla. Qualche anno dopo, Amber viene vista impegnata in una relazione felice con un uomo diverso.
- William Francis Clockwell: compagno di stanza di Mark e suo migliore amico. Scopre l'identità segreta dell'amico durante lo scontro all'università. È il primo ad uscire con Eve dopo che lei ha lasciato Rex, sebbene Eve abbia ammesso di averlo fatto solo per avvicinarsi a Mark. Aiuta Mark a liberare il loro amico Rick Sheridan dopo che quest'ultimo è stato trasformato in un Reanimen da D.A. Sinclair. Man mano che la storia procede, capisce di essere gay, e inizia a frequentare Rick.
- Agenzia per la Difesa Globale: Un'organizzazione governativa segreta gestita dal Pentagono che cerca di fermare le minacce alla Terra e gestisce diversi team di supereroi, tra cui i Guardiani del Globo.
  - Cecil Stedman: direttore dell'Agenzia per la Difesa Globale, sovrintende tutte le operazioni dei supereroi aiutato dalla sua capacità di teletrasportarsi. Ha coordinato i movimenti dei supereroi, dando ordini anche a Omni-Man e, in seguito, a Invincible per un po', anche se finisce per rompere l'accordo dissentendo su questioni morali. Mostrerà così di essere un uomo molto arrogante e opportunista, con un effettivo comportamento di maniaco del controllo, poiché ha lasciato liberi alcuni super criminali e assassini, catturati da Invicible, a lavorare per la sua organizzazione, per aumentare il suo potere di difesa della terra, dichiarando che tutto ciò è necessario per il bene più grande. Cecil mostrerà poi, la sua totale meschinità, avendo impiantato nel cervello di Invicible, a sua insaputa, un dispositivo per causargli dolore, nel caso non fosse riuscito a controllarlo. Invicible con l'aiuto dei suoi compagni riesce a liberarsi, minacciando Cecil di stare lontano dalla sua famiglia, soprattutto da suo fratello Oliver. Anche altri eroi, rendendosi conto della meschinità di Cecil, decideranno di seguire Invicible, mettendosi in proprio. Tuttavia, Mark torna di nuovo a lavorare per lui per espiare la sua collaborazione con Dinosaurus. Viene ucciso da Robot dopo che Mark lo avverte delle sue vere intenzioni
  - Donald Ferguson: assistente di Cecil e contatto dei Guardiani del Globo. È un androide in cui è stato inserito il cervello del vero Donald, morto in missione molti anni prima dell'inizio della storia.
- Damien Darkblood: è un demone che lavora come investigatore privato, solitamente indagando su questioni di supereroi.
- Art Rosenbaum: sarto di costumi per supereroi e amico di famiglia dei Grayson. Quando Nolan lascia il pianeta, lui e Debbie iniziano una relazione più stretta.
- Rick Sheridan: compagno di classe di Mark e William alla Upstate University, trasformato in uno dei Reanimen. Viene salvato da Mark, e l'Agenzia per la Difesa Globale contribuisce a ripristinare il suo corpo. Dopo essere stato salvato, si trasferisce con William e in seguito si scopre che sono gay. Rick rivela di essere sempre stato attratto da Mark.
- B.N. Winslow : preside del liceo Reginald Vel Johnson, e in seguito preside della Upstate College.
- D.A. Sinclair : è un giovane e solitario scienziato della Upstate University, è il creatore dei "Reanimen", zombi robotici destinati a essere "i soldati del futuro". È responsabile del rapimento dell'amico di Mark, Rick Sheridan, e lo ha trasformato nel primo Reanimen creato partendo da una persona vivente. Preso in custodia dall'Agenzia per la Difesa Globale, finisce a lavorare alle dipendenze di Cecil per costruire dei "soldati" simili a cyborg dai cadaveri come esercito di riserva per combattere le minacce al pianeta. Dopo un po' di tempo trascorso lavorando con Cecil, Sinclair si riforma e alla fine aiuta Invincible e i Guardiani del Globo sopravvissuti a combattere contro Robot.
- Andressa: seconda moglie di Nolan, è un’aliena del pianeta Thraxa. Conobbe Nolan quando egli disertò, e tra i due sbocciò in fretta l'amore e Nolan divenne il nuovo re del suo pianeta. Dal loro matrimonio nacque Oliver, fratellastro di Mark. Poiché i viltrumiti cercavano Nolan, Andressa fece portare Mark sul loro pianeta perché aiutasse suo padre a respingerli. Ma lo fece anche perché Mark portasse via suo figlio. I thraxani infatti ha un lasso di vita molto breve: essi vivono solo nove mesi. Consapevole che Oliver è diverso e che vivrà molto più a lungo grazie al sangue di viltrumita, quindi non potrà occuparsi di lui in alcun modo poiché già invecchiata. Con cuore dolente, Andressa chiede a Mark di portare suo figlio con lui affinché cresca in un mondo migliore.
- Coalizione dei Pianeti: Un gruppo di civiltà aliene che si sono unite per impedire ai Viltrumiti di conquistare l'universo.
  - Thaedus :  fondatore della Coalizione dei Pianeti. È anche segretamente un Viltrumita, che lavora per difendere altri pianeti dalla dominazione tirannica dei Viltrumiti. Fu responsabile dell'uccisione dell'Imperatore Argall cosa che fece precipitare Viltrum in una guerra civile in cui furono uccisi i Viltrumiti più deboli. Quando Nolan passerà dalla parte della Coalizione, Thaedus gli rivelerà, di essere lo scienziato che secoli prima creò in segreto il Virus Flagello, che portò quasi all'estinzione i Viltrumiti. Thaedus rimase totalmente disgustato delle azioni crudeli che compì il suo popolo nella galassia che, convinto della loro crudeltà, decise di porre fine a tutto, scatenando un virus mortale contro di essi. La razza viltrumita venne portata quasi all'estinzione e si ridusse così a una cinquantina di membri e il pianeta Viltrumita venne abbandonato, diventando un cimitero e simbolo, per coloro che persero la vita. Viene ucciso da Thragg.
  - Space Racer: Un vigilante alieno sconfitto e intrappolato da Omni-Man anni fa. Si sposta su una moto spaziale, e possiede una pistola laser talmente potente da poter perforare ogni cosa, compresi i viltrumiti. Finché è connesso alla sua pistola, che può evocare a piacimento, può sopravvivere a qualsiasi ferita. Si richiesta di Nolan e Allen, si unisce alla Coalizione dei Pianeti nella lotta contro i viltrumiti.
- Thokk / Battle Beast: Thokk è un alieno simile ad un leone bianco antropomorfo. Dopo aver liberato il suo mondo natale da degli oppressori alieni, divenne ossessionato dal combattimento e sentì un bisogno insaziabile di impegnarsi in battaglia. Il suo unico obiettivo nella vita era trovare qualcuno che potesse batterlo. Inizialmente introdotto come un antagonista durante il suo primo scontro con Invicible, Battle Beast si rivela essere per lo più neutrale, non curante del bene o del male, e vive solo per il combattimento e quindi va ovunque possa trovarlo. Fu imprigionato nella stessa nave da guerra della prigione Viltrumita dove erano tenuti Allen e Nolan. Allen usò la brama di battaglia di Battle Beast per convincerlo ad aiutarli con la loro evasione e in seguito ad unirsi alla Coalizione dei Pianeti contro Thragg promettendogli di combattere contro i Viltrumiti, gli esseri più forti dell'universo. Battle Beast e Thragg alla fine ingaggiano un combattimento senza sosta causando danni enormi in tutto il pianeta su cui combattono. Dopo diversi giorni, Thragg riesce a malapena a sconfiggere ed uccidere Battle Beast, che usò le sue ultime parole per ringraziarlo. Battle Beast ebbe una figlia che finì per ereditare l'insaziabile desiderio di combattimento del padre.

### Nemici
- David Hiles: ingegnere di armi per una società di ricerca autorizzata dai militari. Suo figlio si è suicidato, il che lo ha portato anche a divorziare dalla moglie. Poco dopo ha anche perso il lavoro. È entrato a far parte dello staff della "Reginald Vel Johnson High School", dove uno dei suoi studenti era Mark Grayson, e inizia a tramutare gli studenti popolari della scuola in bombe umane come monito verso gli adolescenti che vivono la vita troppo alla leggera. Mark ed Eve scoprono cosa sta facendo Hiles e cercano di fermarlo, ma Hiles gli tende un'imboscata con una bomba legata al petto. Invincible usa i suoi poteri per portarlo fino in Antartide, dove esplode.
- Rudolph "Rudy" Conners / Robot : ex leader del Teen Team e leader dei Guardiani del Globo fino a quando non viene sostituito da Immortal. Non un vero robot, ma un drone controllato da un umano deforme di nome Rudolph Connors che vive in una vasca di supporto vitale, ha clonato un nuovo corpo umano per se stesso usando il DNA di Rex Splode con l'aiuto dei gemelli Mauler, e in seguito al suo sacrificio, sceglie di cambiare legalmente il suo nome in Rex Connors. Può controllare più robot diversi contemporaneamente, occupandosi di varie attività, tutto con la sua mente. Trascorre molto tempo insieme a Monster Girl, con cui condivide una storia d'amore, nella dimensione dei Flaxan, in cui il tempo scorre a ritmi diversi. Invecchiano solo pochi anni, ma per loro passarono più di 700. In quel periodo divenne re dei Flaxan e lottò per la pace, tenendo a bada l'ex famiglia reale. Dopo che Monster Girl lo ha tradito con una femmina di un'altra specie, entrambi hanno deciso di tornare alla loro dimensione e mantenere segreto quanto tempo avevano effettivamente trascorso lì. Corrotto dopo la sua esperienza lì, ha deciso di conquistare il mondo e inaugurare un’utopia. Quando Thragg riprende la sua conquista della Terra con i suoi figli ibridi, Robot si unisce ad Invincible per respingerlo con successo, ma in seguito tenta di ristabilire il suo dominio sulla Terra solo per essere fermato da Mark e dai suoi alleati. Viene cosi imprigionato per l'eternità in un contenitore di vetro in modo da servire come consigliere di Immortal, che ora governa la Terra al suo posto.
- Gemelli Mauler: sono due gemelli superumani dalla pelle blu e nemici di lunga data dei Guardiani. Sono estremamente forti e intelligenti, in particolare nel campo delle armi e della genetica. Ogni volta che uno di loro perde la vita, l'altro produce un clone di sé stesso, creando una copia della mente dell'originale per il nuovo, per poter continuare a lavorare in coppia. Quest’ultimo procedimento, ideato per evitare che uno dei due scopra di essere il clone e impazzisca di conseguenza, genera una gag ricorrente nella storia, in cui entrambi affermano di essere l'originale mentre allo stesso tempo affermano che l'altro è un clone. Con questo scambio continuo, non è più chiaro chi sia il Mauler originale e chi il clone. Come dimostrato essi cooperano poiché entrambi credono di essere l'originale, ma nel caso ci fosse un chiarimento su chi è il clone e chi l'originale, l'equilibrio verrebbe meno, portando i Mauler a uccidersi a vicenda, poiché ognuno di loro vuole essere l'originale. Aiutano Angstrom Levy nel suo tentativo di raccogliere la conoscenza di ogni Levy multi-universale nel Levy del loro universo, il che porta alla morte di diversi Mauler di universi alternativi. Successivamente, Robot commissiona a loro una clonazione di un corpo. Durante una lotta contro i Guardiani del Globo, entrambi i Mauler sono stati uccisi da Kid Omni-Man, che sostiene che è stato un incidente. Tornano più tardi con uno di loro che spiega che hanno delle contromisure nel caso in cui entrambi muoiano.
- Angstrom Levy: uomo con il potere di viaggiare tra realtà parallele. Nel tentativo di accumulare un'enorme quantità di conoscenza sul multiverso che crede di poter usare per migliorare il suo mondo, costruisce una macchina con l'aiuto dei Mauler che lo collegherà alle menti di ogni Levy in ogni universo. L'esperimento viene interrotto a metà processo da Mark, facendo esplodere la macchina e creando una reazione a catena che spazza via ogni Levy in ogni universo tranne il suo. Viene orribilmente sfigurato e impazzisce per avere così tante menti raccolte nella sua e diventa ossessionato dal torturare e uccidere Invincible, poiché lo incolpa dell'incidente. Angstrom usa la sua capacità di viaggiare in altri universi per guarire e rafforzarsi, mentre cerca più volte di attaccare Invincible arrivando a minacciare e ferire anche Debbie, Oliver ed Eve e, in un tentativo, trasporta diversi Invincible malvagi da universi alternativi per causare distruzione e scompiglio nel mondo del suo Invincible. Mark diventa ugualmente ossessionato dal fermare Levy, il che porta a decisioni avventate con dure conseguenze. Levy riacquista la sua sanità mentale grazie a Eve, ma viene poi rapito da uno dei pochi Invincible malvagi sopravvissuti e portato nell'universo di quell'Invincible dove viene torturato. Quando Mark e Robot arrivano nella dimensione dov'è tenuto prigioniero, Robot tradisce Mark e decapita Angstrom per assicurarsi che Mark non ritorni nella sua dimensione. Nel numero finale, viene rivelato che Angstrom ha avuto un figlio che condivide i suoi stessi poteri e cerca vendetta su Mark per la sua morte.
- Impero Viltrumita: è il popolo di Invincible e Omni-Man. Questa razza super potente di ex pacifisti ha attraversato un enorme cambiamento culturale, sfociato in una guerra civile che ha visto la morte della maggior parte della popolazione, a cui sono sopravvissuti i più forti e crudeli, che sarebbero poi diventati una razza di conquistatori spaziali genocidi. Sono temuti e odiati in tutto l'universo per aver causato miliardi di morti e innumerevoli atrocità con le loro guerre di conquista.
  - Thragg: il leader dell'Impero Viltrumita, il nemico principale di Invincible e principale antagonista della serie, è stato allevato e addestrato sin dalla nascita per essere il Viltrumita in assoluto più forte e abile in vita, e governa il suo impero con il pugno di ferro. Dopo la distruzione di Viltrum, guida il suo popolo a stabilirsi sulla Terra. Dopo aver appreso che Nolan e Mark discendono da Lord Argail, decide di ucciderli, non volendo consegnare il comando dell'impero a dei traditori, ma viene infine sostituito da Nolan e condannato a vagare per l'universo; si stabilisce così sullo stesso pianeta in cui Nolan ha incontrato Andressa, la madre di Oliver. Viene inseguito da Battle Beast, a cui viene ordinato di eliminarlo; dopo averlo ucciso, Thragg cerca di ricominciare il suo impero allevando un esercito di suoi figli per combattere nel suo nome. Verrà ucciso da Invincible dopo una battaglia all'ultimo sangue sulla superficie del Sole.
  - Conquest: un anziano viltrumita segnato dalle battaglie dell'Impero Viltrumita e uno dei più potenti nemici di Invincible, è uno psicopatico che ama combattere e uccidere i nemici dell'impero. Va sulla Terra alla ricerca di Mark, con l'obiettivo di eliminarlo, e i due ingaggiano una sanguinosa lotta in cui Atom Eve viene quasi uccisa e Invincible resta ferito, pur riuscendo a sconfiggerlo. Conquest sopravvive, ma viene imprigionato da Cecil per essere interrogato. Tuttavia, dopo essere guarito dalle ferite, riesce a fuggire dalla prigionia e vola nello spazio per riunirsi ai Viltrumiti rimasti. Più tardi, nella Guerra Viltrumita, ha un secondo combattimento con Invincible, che pur finendo gravemente ferito ancora una volta, riesce a ucciderlo definitivamente.
  - Anissa: donna Viltrumita che è stata inviata sulla Terra nel tentativo di convincere Mark ad aiutare l'impero Viltrumita a conquistare il pianeta. Dopo il suo rifiuto, è diventata una nemica di Invincible, e in seguito lo ha aggredito sessualmente per avere un figlio. Dopo aver vissuto sulla Terra e aver trovato un partner umano e aver avuto una bambina, Molly, rinuncia alle sue vecchie abitudini, continuando a crescere suo figlio Marky. In seguito difende la Terra, sacrificandosi per salvare Eve da un ragnarr mentre tenta di recuperare Nolan.
  - Generale Kregg: viltrumita dotato di un occhio cibernetico, sembra essere il secondo in comando nell'impero dietro al reggente Thragg. È colui che dà a Invincible il compito di conquistare la Terra. Quando i Viltrumiti si trasferiscono sulla Terra, egli si prende molte amanti, senza rendersi conto che molti umani praticano la monogamia, ma finisce per amare tutte le donne e avere molti figli da loro. In seguito si schiererà con Nolan dopo la sua ascesa al potere.
  - Thula: membro femminile dei Viltrumiti, che usa i suoi lunghi capelli come arma. È una dei Viltrumiti che ha visto Thragg diventare il reggente migliaia di anni fa. Ha anche combattuto nella guerra contro la Coalizione dei pianeti ed è stata in grado di combattere Battle Beast. Alla fine, lei e gli altri Viltrumiti rovesciano Thragg e fanno di Nolan il loro nuovo sovrano.
  - Lucan: membro maschio dei Viltrumiti, è uno dei tre Viltrumiti che attacca il pianeta Thraxa. Durante la lotta, viene gravemente ferito da Nolan, ma sopravvive e in seguito finisce per innamorarsi e avere tre figli con una donna umana sulla Terra. Alla fine, lui e gli altri Viltrumiti designano Nolan come loro sovrano.
  - Mark Grayson alternativi: versioni alternative di Mark Grayson provenienti da diverse terre parallele, che dominano con il pugno di ferro. Sedici di questi Invincible si alleano con Levy con la promessa di aiutarli a espandere i loro imperi in innumerevoli dimensioni. Ma quando il loro numero si riduce a otto, decidono di porre fine alla loro alleanza e minacciano di uccidere Levy. Ma prima che possano farlo, questi li bandisce in un universo desolato, dove sono costretti a uccidersi a vicenda finché non ne rimangono solo due. L'unico Mark sopravvissuto successivamente porta Angstrom nella sua dimensione e lo tortura. Quando Robot e Mark dall'universo principale si recano per controllare Angstrom, Robot, vedendo quanto facilmente l'Invicible malvagio ha preso il controllo di quella dimensione, uccide Angstrom e il Mark alternativo per intrappolare il Mark principale nella dimensione. Mark si finge il sé stesso alternativo per mesi mentre lavora con la controparte di Robot per creare un portale per tornare nella sua dimensione mentre uno dei gemelli Mauler crea per Robot un nuovo corpo modellato sul Mark alternativo per aiutarlo a riportare la pace nella sua dimensione.
  - Onnan: uno dei figli Viltrumiti-Thraxan di Thragg e fratello gemello di Ursaal, ucciso da Invincible. Thragg non mostra alcun rimorso per la morte di Onnan, con grande costernazione di Ursaal.
  - Ursaal: una delle figlie Viltrumite-Thraxan di Thragg e sorella gemella di Onnan. Inizialmente fedele al padre, inizia a nutrire dubbi su di lui dopo aver capito lo scarso interesse che questi nutre verso i suoi figli. In seguito alla sconfitta di Thragg, lei e i suoi fratelli superstiti si sottometteranno al nuovo impero Viltrumita di Invincible.
  - I figli di Thragg: figli di Thragg avuti da diverse femmine Thraxan. Come Oliver, sono tutti ibridi viltrumiti con la pelle viola, con la conseguenza che pur avendo ereditato la maggior parte dei poteri del padre, hanno il difetto di essere relativamente fragili rispetto ai viltrumiti purosangue.
- Flaxan: alieni da un'altra dimensione, in cui il tempo scorre a un ritmo notevolmente più veloce.
- Doc Seismic: criminale con guanti speciali che gli consentono di indurre i terremoti. Controlla anche un esercito di uomini di lava e altri mostri sotterranei. In seguito viene trasformato in un essere di lava completamente fusa. Viene ucciso da uno dei droni di Robot. Crede continuamente di essere l'acerrimo nemico di Invincible, ma questi dimentica sempre chi è quando si scontrano di nuovo.
- Rus Livingston: astronauta lasciato accidentalmente su Marte, venendo cosi posseduto da una razza aliena tenuta per secoli in schiavitù dai marziani, i Sépidi, i quali possono esercitare potere solo quando sono attaccati a un ospite.
- Sépidi: razza aliena tentacolare con una mentalità da alveare. Possono esercitare potere solo quando sono attaccati a un ospite. Alcune razze, come i marziani e i viltrumiti, sono immuni al loro controllo. I marziani hanno sfruttato questo vantaggio per ridurre in schiavitù i sépidi.
- Lega dei Rettili: gruppo di terroristi a tema lucertole, sono la parodia di gruppi di criminali immaginari basati sui rettili come la Società dei serpenti, l'HYDRA e i Cobra. Il gruppo è composto da agenti a tema lucertola, insieme a un esercito di seguaci umani; il loro quartier generale segreto si trova nelle Everglades. 
  - Re Lucertola: leader del gruppo che è un esperto stratega con grandi abilità nel combattimento corpo a corpo. È l'unico membro del gruppo ad essere attualmente vivo.
  - Drago di Komodo: membro della Lega dotato super forza. È stato ucciso quando ha morso la mano esplosiva di Rex Splode.
  - Drago di Komodo II: successore dell'originale Drago di Komodo.
  - Salamandra: membro della Lega con abilità tossiche.
  - Iguana: membro femminile della Lega con gli artigli.
- Furnace: criminale con un'enorme tuta di ferro alimentata a vapore armata con due lanciafiamme. In realtà è un uomo fatto interamente di calore liquido da cui la tuta guadagna il suo potere.
- Magnattack: criminale a noleggio con la capacità di spingere apparentemente oggetti di metallo lontano da lui, da qui la sua massiccia armatura.
- Kursk: un criminale russo dotato di poteri elettrocinetici. Può elettrificare solo dei bersagli singoli alla volta. Fu assunto da Machine Head per affrontare Titan, ma fu rapidamente sconfitto dai Guardiani del Globo.
- Tether Tyrant: criminale freelance con un giubbotto che ospita appendici elastiche che possono afferrare e lanciare oggetti e persone. Successivamente si è fuso con il suo giubbotto alieno senziente.
- Magmaniac: criminale freelance che possiede la capacità di tramutare il suo corpo in lava.
- Master Mind: criminale con la capacità di controllare mentalmente i corpi di grandi gruppi di persone.
- Bi-Plane: un anziano supercriminale che crede nell'uso della tecnologia antiquata per i suoi piani criminali.
- Elefante: supercattivo di poco conto, che indossa un costume da elefante che è legato alla sua pelle. È super forte e ha una memoria perfetta, ma non è molto intelligente. Dopo essersi dedicato alla vita criminale, si è da allora alleato con altri criminali fino a quando non viene ucciso.
- Gigante: bambino di otto anni che è stato trascinato in un'altra dimensione dove è stato trasformato da uno stregone in un gigantesco ciclope rosso-arancio. È diventato un re nell'altra dimensione fino a quando non è stato riportato indietro da uno dei suoi nemici.
- Scott Duval/ Powerplex: è uno scienziato del Pentagono la cui sorella Jessica è rimasta uccisa durante il combattimento fra Invincible e Omni-Man. Giurando vendetta, ha rubato tecnologia sperimentale dal suo lavoro per procurarsi il potere di assorbire l'energia cinetica e rilasciarla sotto forma di scariche elettriche, ma pur potendo assorbire l'energia non ha alcun controllo su di essa. Nel tentativo di vendicarsi, causa accidentalmente la morte di sua moglie Becky e del loro figlio Jack, il che lo porta a incolpare ulteriormente Invincible per avergli rovinato la vita.
- L'Ordine: organizzazione criminale con ramificazioni in tutto il mondo. Il gruppo è stato fondato da Mister Liu, ed attualmente è comandato da Set.
  - Set: Un essere proveniente da un'altra dimensione e nuovo leader dell'Ordine. Lui e suo fratello Thoth si combattono per controllare mondi diversi e placare il loro padre. Sebbene non gli sia permesso usare i suoi poteri nella sua conquista, Set può congelare il tempo e ha una forza e una resistenza sovrumane.
  - Mister Liu: anziano cyborg asiatico e membro di alto rango dell'organizzazione criminale chiamata Ordine. Può proiettare la sua anima fuori dal corpo, la quale assume la forma di un gigantesco drago cinese. Ciò lascia il suo corpo privo di sensi e vulnerabile agli attacchi, quindi fa affidamento sulla sua guardia del corpo per proteggerlo mentre il drago si scatena. La sua missione principale per l'Ordine era liberare Multi-Paul dalla prigione dopo che era stato catturato da Invincible. Titan fallì due volte lasciando Liu a liberare Multi-Paul da solo usando il suo drago.
  - Machine Head: un boss del crimine con una testa robotica. Viene arrestato dalla GDA dopo lo scontro con i Guardiani, Invincible e Titan, il quale prende il suo posto. Alla fine Machine Head riesce a fuggire dalla prigione e prese il controllo della branca di Los Angeles dell'Ordine, decidendo di perdonare Titan e Isotopo per il loro tradimento sotto la guida del nuovo capo dell'Ordine, Set.
  - Titan: criminale che può racchiudere il suo corpo in una roccia super forte, quasi invulnerabile. Faceva parte di un'organizzazione criminale guidata da Machine Head. Inganna Invincible per farsi aiutare a deporre Machine Head e poi si insedia come nuovo leader dell'organizzazione. La sua organizzazione faceva parte di un sindacato internazionale chiamato l'Ordine, gestito da Mister Liu. L'organizzazione di Titan è stata cacciata dall'Ordine per non aver collaborato con le richieste di Mister Liu, ma viene viene nuovamente reclutato da Set, e gli viene detto che avrebbe lavorato con lui o sarebbe stato ucciso. Alla fine, Titan, Machine Head e Mr. Liu hanno dovuto lavorare di nuovo insieme per supportare piani di Set per la distruzione del mondo.
  - Isotopo: luogotenente di Titan (in precedenza di Machine Head) dotato del potere di teletrasportare se stesso e le altre persone.
  - Multi-Paul: fratello gemello di Dupli-Kate e un membro dell'organizzazione criminale chiamata Ordine. Condivide il potere di auto-duplicazione della sorella. Arrabbiato per la presunta morte della sorella, attacca il suo compagno di squadra Rex-Splode e Invincible. Kate cerca di fermare la furia del fratello, ma questi viene catturato da Invincible. In seguito fugge di prigione con l'aiuto di Mister Liu.
  - Octoboss: un supercattivo simile a un polipo antropomorfo e membro dell'Ordine. Cerca sempre di parlare inglese durante le battaglie nonostante sia pessimo e non sembra mai migliorare perché dice di aver bisogno di pratica.
  - Abbraccio: supercriminale donna di origine israeliana e membro dell'Ordine. Possiede il potere di rendersi intangibile, invisibile e può possedere le persone.
  - Volto: supercriminale canadese e membro dell'Ordine la cui testa ha tre occhi, due bocche, due nasi e un doppio cervello.
  - Insonne: supercriminale egiziano e membro dell'Ordine che soffre di insonnia ed è dotato di poteri telepatici.
  - Red Eye: supercriminale brasiliano e membro dell'Ordine i cui occhi si illuminano di rosso ogni volta che usa la sua visione termica.
  - Slaying Mantis: supercriminale irlandese con un'armatura a forma di mantide e membro dell'Ordine che possiede grandi abilità con la spada e un paio di lame energetiche in grado di tagliare quasi ogni materiale e creare esplosioni di energia.
  - Walking Dread: supercriminale polacco dotato di grande forza e poteri elettrocinetici e membro dell'Ordine dall'aspetto mostruoso.
  - War Woman II: membro dell'Ordine. Era l'ex amante dell'originale War Woman fino a quando questa non fu uccisa da Omni-Man, cosa che la portò a prendere il controllo dell'Amazzonia e a pianificare la vendetta sugli uomini del mondo.
- David Anders / Dinosaurus : mutante che può diventare un dinosauro antropomorfo quando è annoiato. È molto intelligente, ed escogita vari piani per migliorare il mondo, ma di solito sono distruttivi e provocano la perdita di molte vite. Invincible lo fa evadere di prigione in modo che possano trovare alternative più pacifiche ai suoi piani, ma questo finisce per fallire e Mark è infine costretto a ucciderlo.

## Altri media

### Animazione
Il 19 giugno 2018, Amazon Studios ha annunciato di aver dato il via libera a un adattamento animato della serie, composto da otto episodi di un'ora con il creatore Robert Kirkman come produttore esecutivo della serie. Il 31 gennaio 2019, la lista completa del cast è stata rivelata con Steven Yeun, Sandra Oh e J. K. Simmons rispettivamente come Invincible, Debbie Grayson e Omni-Man.
È stato presentato in anteprima il 26 marzo 2021.

### Cinema
Il 4 aprile 2017 è stato annunciato che Point Gray Pictures e Skybound Entertainment produrranno un film live action con Seth Rogen e Evan Goldberg come sceneggiatori e registi e Universal Pictures che distribuiscono il film. Anche il creatore della serie Robert Kirkman è pronto a produrre il film, insieme a Rogen, Goldberg, David Alpert, Bryan Furst e Sean Furst. Nel gennaio 2021, Kirkman ha ribadito che il film è ancora in fase di sviluppo nonostante l'uscita di una serie animata. Nell'agosto 2024 durante il San Diego Comic-Con International ha nuovamente ribadito che il film è ancora fase di sviluppo e che probabilmente lo sarà per un paio d'anni, e ha inoltre dichiarato che questo lungo sviluppo è dovuto al cercare di rendere il film "perfetto".